# Эргативные языки
Эргати́вные языки́, или языки эргативной типологии (от др.-греч. ἐργάτης «деятельный, действующий») — языки, в грамматике которых доминирует не противопоставление субъекта и объекта, проводимое в языках номинативного строя, а противопоставление агенса (производителя действия) и пациенса (носителя действия).
Эргативность является одной из основных стратегий кодирования глагольных актантов. Она представлена, в частности, в шумерском, баскском, большинстве кавказских, бурушаски, многих папуасских, австралийских, чукотско-камчатских, эскимосско-алеутских, индейских языках.
Значительный вклад в теорию эргативности внесли лингвисты Г. Шухардт, И. И. Мещанинов, Г. А. Климов, Р. Диксон, Ф. Планк, А. Е. Кибрик и др.

## Противопоставление эргативной и номинативной стратегий
Если номинативная стратегия, представленная в большинстве языков Европы и Ближнего Востока (индоевропейских, семитских, угро-финских, тюркских, дравидских), предполагает построение предложения вокруг активного субъекта действия (агенса), который выступает в качестве подлежащего (Вася ловит рыбу), то эргативные языки строят предложение вокруг пассивного объекта (пациенса): Рыба ловится Васей. При этом пациенс, выступающий подлежащим, в большинстве случаев начинает собой предложение и стоит в «абсолютном падеже» или «абсолютиве» — основном, лишённом маркеров (например, окончания); агенс же стоит в «эргативном падеже» (эргативе), который и выступает показателем субъекта действия. Таким образом, эргативная конструкция включает в себя объект действия в абсолютном падеже, субъект в эргативном падеже и связывающий их переходный глагол.
Пример из баскского языка, где абсолютив в единственном числе имеет нулевое окончание (-a — определённый артикль), а эргатив — окончание -k, идущее после артикля:
- Ehiztariak otsoa harrapatu du (Охотник поймал волка; дословно «Охотником волк пойман был»).

Эргативные языки сближает с номинативными противопоставление переходных и непереходных глаголов. Этим они отличаются от активно-стативных языков; но актанты этих глаголов кодируются несколько иначе. Первый актант, абсолютив, объединяет актант непереходного глагола и объект переходного глагола. Второй актант, эргатив — субъект переходного глагола. Они могут быть маркированы либо падежами, либо маркированием глагольной вершины, либо обоими способами одновременно.
В эргативных языках существует синтаксическое или морфологическое единообразие (порядок слов или грамматический падеж) для дополнения переходного глагола и подлежащего непереходного глагола, при этом подлежащее переходного глагола выражается по-другому.
Это отличается от языков номинативного строя (таких как русский или английский), где подлежащее и переходного, и непереходного глагола отделено от дополнения переходного глагола и выражается сходным образом.
Если использовать принятые обозначения глагольных актантов:
- O = объект переходного глагола (пациенс) (часто обозначается также как P)
- S = основной актант непереходного глагола
- A = субъект переходного глагола (агенс),

то различие эргативной и номинативной систем можно представить в следующем виде:
|   | Эргативная система | Номинативная система |
| O | однообразно        | другой способ        |
| S | однообразно        | однообразно          |
| A | другой способ      | однообразно          |

## Эргативность на разных уровнях языка
Эргативный строй характерен для баскского, большинства кавказских, отдельных древневосточных языков, бурушаски, для многих папуасских, австралийских, чукотско-камчатских, эскимосско-алеутских и индейских языков. Эргативность отмечается во многих языках различной генетической принадлежности, находящихся на разных континентах. Единственным исключением является Африка, в языках которой эта конструкция отсутствует.
Эргативная конструкция может иногда сочетаться с автономным кодированием значений других когнитивных областей. Например, в цахурском языке наряду с эргативной конструкцией имеются особые форманты для выделения смыслового ударения (актуального членения предложения). Например:
maIhamad-e: Xaw alyaʔa-wo-d (Магомед-ERG дом. IV.NOM строить-COP-IV), то есть именно строит (не ломает).
maIhamad-e: Xaw-wo-d alyaʔa (Магомед именно дом, а не что-то другое строит)
maIhamad-e:-wo-d Xaw alyaʔa (Магомед, а не кто-то другой дом строит).
Однако кодирование значений ролевой и когнитивной областей может быть и кумулятивным. В переходном предложении пациенс (или, точнее, актант с гиперролью абсолютива) обычно совпадает с ремой (грубо говоря, частью предложения, несущей новую информацию) и центром внимания. Если в некотором реальном предложении дело обстоит именно так, то используется обычная эргативная конструкция. Если же центр внимания смещается на агенс, то предпочтение при кодировке отдаётся не ролевому, а коммуникативному значению этого актанта, и имя в эргативе перемещается в положение абсолютива, то есть имеет место залоговое преобразование, называемае антипассивом (иначе «косвенно-переходная» конструкция, когда подлежащее стоит в абсолютном падеже, глагол семантически переходный и морфологически переходный, прямое дополнение — в инструменталисе). Такое явление представлено, в частности, в австралийском языке дирбал. На основе этого языка было впервые описано явление так называемой «расщеплённой эргативности».
Ba-yi yaryai baninyu ??? dygumbi-r yu balgan (CL-NOM.I мужчина. NOM приходить CL-ERG-II женщина-ERG бить «Мужчина пришёл и был побит женщиной»/
Ba-yi yaryai baninyu bagun dyugumbil-gu balgal-nga-nyu (CL.DAT.II женщина-DAT бить-ANTIPASS-TENSE «Мужчина пришёл и побил женщину».
Из сравнения предложений оригинала с их русскими переводами видно, что там, где в дирбале представлена активная форма глагола, в русском употреблён пассив, и наоборот, там, где в дирбале антипассив, в русском переводе — глагол в форме активного залога.
Дирбал является примером «синтаксически эргативного языка». Некоторые другие языки с эргативной конструкцией могут на синтаксическом уровне вести себя аккузативно, то есть иметь синтаксические правила, направленные на субъект, как в европейских языках. К таким языкам относится, например, папуасский язык энга, который является «морфологически эргативным», но «синтаксически аккузативным».
Лексически эргативный строй проявляется в распределении глаголов на агентивные («переходные») и фактитивные («непереходные»). В синтаксисе эргативный строй выражается корреляцией эргативной и абсолютной конструкций предложения, а также специфическим составом дополнений. Эргативная конструкция отличается особым обозначением субъекта переходного действия при форме его объекта, совпадающей с формой субъекта непереходного действия.
Сравните аварское ди-ца бече б-ачана «я телёнка пригнал» (эргативная конструкция), но бече б-ачана «телёнок пришёл» (абсолютная конструкция). Для морфологии характерно наличие эргативного падежа, противопоставленного абсолютному. Оба падежа передают субъектно-объектные отношения синкретически: эргатив имеет функцию субъекта и косвенного объекта (часто — инструмента действия), а абсолютив — функцию субъекта и прямого объекта. При отсутствии в языке системы склонения эти функции выполняют два набора личных показателей в глагольном спряжении — эргативная и абсолютная. 
С точки зрения синтаксиса литературного русского языка эргативность невозможна, хотя её можно сопоставить с пассивной конструкцией навроде «Отец матерью приведён». В русском языке пассивная конструкция является производной и противопоставлена активной: «Мать привела отца», тогда как в эргативных языках такое противопоставление невозможно. Сравните в арчинском языке: buwa-mu dija o-w-ka (МатьII-ERG отцаI-NOM привелаI). 
По мнению Г. А. Климова, эргативность может накладывать определённые ограничения и на фонологическую синтагматику языков.

## Морфологическая эргативность
Если эргативный язык имеет падежи, то актанты обозначаются так:
- Агенс (A) маркирован эргативным падежом.
- Основной актант непереходного глагола (S) и пациенс (субъект переходного глагола) (O) маркированы абсолютивным падежом.

В языках с падежным маркированием актантов обычно окончание имеется у эргативного падежа, но отсутствует у абсолютивного: ниасский язык поступает наоборот.
Баскский язык имеет систему падежного маркирования актантов:
| Эргативный язык    | Эргативный язык   | Эргативный язык   | Эргативный язык | Эргативный язык            | Эргативный язык            | Эргативный язык            |
| ------------------ | ----------------- | ----------------- | --------------- | -------------------------- | -------------------------- | -------------------------- |
| Предложение:       | Gizona etorri da. | Gizona etorri da. |                 | Gizonak mutila ikusi du.   | Gizonak mutila ikusi du.   | Gizonak mutila ikusi du.   |
| Слова:             | gizon-а           | etorri da         |                 | gizon-а-k                  | mutil-a                    | ikusi du                   |
| Дословный перевод: | Мужчина-ОПР ABS   | прибыл            |                 | мужчина-ОПР-ERG            | мальчик-ОПР ABS            | увидел                     |
| Актанты:           | S                 | Глаголнеперех     |                 | A                          | O                          | Глаголперех                |
| Перевод:           | ‘Мужчина прибыл’. | ‘Мужчина прибыл’. |                 | ‘Мужчина увидел мальчика’. | ‘Мужчина увидел мальчика’. | ‘Мужчина увидел мальчика’. |

В баскском существительное gizon — «мужчина», mutil — «мальчик» (-а — окончание-показатель определённого артикля). Эргативный падеж имеет окончание -k, абсолютивный имеет нулевое окончание. Эргативный падеж обозначает только агенс (субъект переходного глагола), в то время как пациенс (объект переходного глагола) и главный актант непереходного глагола обозначены одним и тем же абсолютивным падежом.
Номинативный же русский язык использует другое падежное маркирование:
| Номинативный язык  | Номинативный язык | Номинативный язык | Номинативный язык | Номинативный язык          | Номинативный язык          | Номинативный язык          |
| ------------------ | ----------------- | ----------------- | ----------------- | -------------------------- | -------------------------- | -------------------------- |
| Предложение:       | Мужчина прибыл.   | Мужчина прибыл.   |                   | Мужчина увидел мальчика.   | Мужчина увидел мальчика.   | Мужчина увидел мальчика.   |
| Слова:             | мужчина           | прибыл            |                   | мужчина                    | увидел                     | мальчик-а                  |
| Дословный перевод: | мужчина NOM       | прибыл            |                   | мужчина NOM                | увидел                     | мальчик ACC                |
| Актанты:           | S                 | Глаголнеперех     |                   | A                          | Глаголперех                | O                          |
| Перевод:           | ‘Мужчина прибыл’. | ‘Мужчина прибыл’. |                   | ‘Мужчина увидел мальчика’. | ‘Мужчина увидел мальчика’. | ‘Мужчина увидел мальчика’. |

В русском языке слово мужчина, и как агенс, и как главный актант непереходного глагола стоит в одном падеже — именительном, или номинативном (с нулевым окончанием), в то время как мальчик, пациенс, стоит в винительном, или аккузативном падеже (с окончанием -а).
Если в языке отсутствует падежное маркирование актантов, эргативность может проявляться другими способами, например, в глагольной морфологии. Например, в абхазском и большинстве майянских языков отсутствует эргативный падеж, но имеется подобная система согласования в глаголе. В абхазском эргативной, номинативной, дативной и посессивной конструкциям соответствует варьирование классно-личных префиксальных морфем в структуре глагола, выступающего в качестве целого предложения: С-ла Кама и-л-г-еит (моя-собака Кама оно-она-брать-показатель времени) «Мою собаку Кама взяла»; и-б-сы-рб-оит < иара+бара+сара+… (это-тебе(ж.)-я-показываю); и-с-би-рб-оит (это-мне-ты(ж.)-показываешь).

## Синтаксическая эргативность
Эргативность в синтаксисе — достаточно редкое явление, среди всех языков с эргативностью в морфологии имеются лишь несколько языков с эргативностью в синтаксисе. Как и в морфологии, в синтаксисе эргативные конструкции могут применяться совместно с номинативными. В зависимости от количества синтаксических выражений, которых агенс переходного глагола уподобляется основному актанту непереходного глагола, говорят о степени эргативности синтаксиса языка. Как правило, эргативность в синтаксисе рассматривается как взаимосвязь между предложениями, так как обычно затрагивает два предложения.
Эргативнось в синтаксисе может проявляться в:
- порядке слов в предложении (напр., актант в абсолютиве — глагол — актант в эргативе);
- причастных и деепричастных оборотах — определяет подчиненные актанты;
- сложноподчиненных предложениях;
- и др.

Примеры эргативности в синтаксисе языка дирбал сравнительно с номинативным строем русского языка (знак (i) обозначает кореферентность).
Русский язык (порядок слов SVO):
1. Отец вернулся.
2. Отец увидел мать.
3. Мать увидела отца.
4. Отец(i) вернулся, и отец(i) увидел мать.
5. Отец вернулся и ____(i) увидел мать.
6. Отец(i) вернулся, и мать увидела отца(i).
7. *Отец вернулся, и мать увидела ____(i). (невозможно, так как S и опущенное O не могут быть кореферентными.)

Дирбал (порядок слов OSV):
1. Ŋuma banaganyu. (Отец вернулся.)
2. Yabu ŋumaŋgu buṛan. (досл. Мать отец-ŋgu увидел, т.е. Отец увидел мать.)
3. Ŋuma yabuŋgu buṛan. (досл. Отец мать-ŋgu увидела, т.е. Мать увидела отца.)
4. Ŋuma(i) banaganyu, yabu ŋumaŋgu(i) buṛan. (досл. Отец(i) вернулся, мать отец-ŋgu(i) увидел, т.е. Отец вернулся, отец увидел мать.)
5. *Ŋuma(i) banaganyu, yabu ____(i) buṛan. (досл. *Отец(i) вернулся, мать ____(i) увидел; невозможно, т.к. S и опущенное A не могут быть корефферентными.)
6. Ŋuma(i) banaganyu, ŋuma(i) yabuŋgu buṛan. (досл. Отец(i) вернулся, отец(i) мать-ŋgu увидела, т.е. Отец вернулся, мать увидела отца.)
7. Ŋuma(i) banaganyu, ____(i) yabuŋgu buṛan. (досл. Отец(i) вернулся, ____(i) мать-ŋgu увидела, т.е. Отец вернулся, мать увидела отца.)

| Предложение:       | Отец вернулся. | Отец вернулся. |  | Ŋuma banaganyu. | Ŋuma banaganyu. | Ŋuma banaganyu. |
| Слова:             | отец-∅         | вернулся       |  | ŋuma-∅          | banaganyu       |                 |
| Дословный перевод: | отец-NOM       | вернулся       |  | отец-ABS        | вернулся        |                 |
| Актанты:           | S              | Глаголнеперех  |  | S               | Глаголнеперех   |                 |

## Совмещение эргативности с другими стратегиями
Эргативные языки синтаксически чрезвычайно разнообразны. Так, если в одних языках (например, в нахско-дагестанских) эргативная конструкция является жестким способом кодирования ядерных актантов, зависящим исключительно от управляющих свойств глагола, в других языках (например, в пушту, картвельских, индоарийских, и в частности в хинди) она ограничена обычно планом прошедшего времени (наоборот, в эргативном баскском языке в части форм прошедшего времени возможны номинативные конструкции), в третьих (в чукотско-камчатских, австралийских языках) эргативная конструкция при переходных глаголах допускает преобразование, соответствующее пассиву аккузативных языков. Совмещение в одном языке эргативной конструкции с другими типами кодирования известно под именем «расщеплённой эргативности».
Примеры:
- в грузинском языке:

- - ბიჭმა შეჭამა სადილი [бич-ма шечама садил-и] — мальчик съел обед;
  - ბიჭი ისვენებდა [бич-и исвенебда] — мальчик отдыхал. (В первом случае «мальчик» стоит в эргативном падеже, во втором — в именительном, который является для грузинского языка основным).
- в хинди:

- - Raam ciTThii likhtaa hai [Рам письмо пишет] (субъектное согласование, номинативная конструкция);
  - Raam ne ciTThii likhii [Рам письмо написал] (немаркированное прямое дополнение, объектное согласование, эргативная конструкция);
  - Raam ne ciTThii ko likhaa [Рам письмо написал] (маркированное «дативное» прямое дополнение, нейтральная конструкция, эргативная конструкция).

Грузинский язык использует эргативные конструкции, но только в прошедшем времени. Например:
Katsi vashls chams. (კაცი ვაშლს ჭამს) «Человек ест яблоко».
Katsma vashli chama. (კაცმა ვაშლი ჭამა) «Человек съел яблоко».
Kats- — корень слова, обозначающего «человек». В первом высказывании (настоящее время) агенс находится в именительном падеже (номинативе) — katsi. Во втором предложении корень Kats- маркирован эргативным суффиксом -ma.
Однако в грузинском языке имеются непереходные глаголы, требующие эргатива у существительного в прошедшем времени:
Katsma daatsemina. (კაცმა დააცემინა) «Человек чихнул».
Несмотря на то, что глагол «чихнуть» очевидно непереходный, он употребляется подобно переходным глаголам. В грузинском языке имеются несколько подобных глаголов. В настоящее время не существует удовлетворительного объяснения этого явления. Одно объяснение предполагает, что ранее глаголы, подобные «чихнуть» имели прямое дополнение (в данном случае дополнением могло быть слово «нос», то есть «чихнуть носом»), по прошествии времени дополнение отпало, но сохранилось употребление, свойственное переходным глаголам.
Если в одних эргативных языках наблюдается сходство синтаксического поведения номинатива непереходного глагола с субъектом (в терминах номинативных языков), то в других языках такого сходства не наблюдается. Наконец, более подробное описание ряда языков, относившихся ранее к эргативным, показало, что не во всех из них реализована именно эргативная конструкция. Кроме аккузативной и эргативной, возможны и другие конструкции, в частности активная и трёхчленная, при которой для оформления ядерных актантов при переходных и непереходных глаголов используется не две, а три различных кодировки.

## Эргативность в диахронии
Одна из теорий появления эргативного строя предполагает, что в связи с развитием пассивной конструкции («Дом построен рабочими»), она могла постепенно вытеснить или значительно сузить употребление актива — что могло в частности, произойти во многих индоиранских языках.
Другая считает эргативный строй исторически более древним, ссылаясь на то, что он сохранился в основном в ареалах, географически или политически изолированных от соседей. Так эргативность проявляется в баскском, тибетском, грузинском, австралийских языках. В этом случае предполагается, что выделение агенса произошло позже, долгое время он был растворён в сказуемом (ср. русские местоименные формы «иду к тебе», где агенс не выделен особенно, однако сигнализируется глаголом), и потому пациенс получил первичное и более полное развитие. С этой точки зрения, эргативная система постепенно уходит, уступая место более поздней — номинативной.
Как в эргативных, так и в номинативных языках обычно имеются реликты более древнего активного строя в виде именных классов.

## Близкие к эргативности явления в номинативных языках
В русском языке близки к эргативным некоторые синтаксические конструкции, распространённые в северорусских говорах: 
1. с переходными глаголами: На кухне нельзя ни на минутку оставить ничего: у кошки уже стащена рыбина (то есть «кошка стащила рыбу»); Я по пути зашла бы за хлебом, да у меня денег было мало взято;
2. с непереходными глаголами: Тут у трактора пройдено; У автомобиля идено; У них уехано в город; У волков здесь хожено[9][10].